# Cesta I. triedy 14
Die Cesta I. triedy 14 (slowakisch für ‚Straße 1. Ordnung 14‘), kurz I/14, ist eine Straße 1. Ordnung in der Slowakei. Sie befindet sich in der Mitte des Landes und verbindet im Wesentlichen die Stadt Banská Bystrica direkt mit der Nordwestslowakei. Sie ist von der in der Slowakei geltenden LKW-Maut befreit. Bis etwa 2003 war sie die Straße 2. Ordnung 577.
Die Straße beginnt in Uľanka (Stadtteil von Banská Bystrica) und folgt zuerst den Tälern von Bystrica und Harmanec. Kurz hinter dem Ort Dolný Harmanec wird sie steiler und kurvenreich, um die Höhendifferenz zum Sattel Malý Šturec zu überwinden. Auf der Westseite des Sattels folgt sie dem Bach Biela voda und endet an einer Kreuzung zwischen Horná Štubňa und Turčianske Teplice.